# Kenny Simpson
Kenneth Bernard "Kenny" Simpson, (nacido el 12 de abril de 1960, Shreveport, Luisiana, Estados Unidos) es un exjugador de baloncesto estadounidense. Mide 1 metro 95 y jugaba de alero.
Jugó dos temporadas en la Liga ACB : una en el FC Barcelona (consiguiendo el título de campeón en 1987 con una canasta decisiva en el cuarto partido de la eliminatoria final ante el Joventut) y otra en el TDK Manresa siendo máximo anotador de la liga en 1988 con un promedio de 29,5 puntos por partido.
También jugó en Israel, Austria, Suiza (Fribourg Olympic), Francia (Roanne) y en diversas ligas suramericanas donde fue compañero en 1995 de Manu Ginóbili en el club argentino Andino de La Rioja.